# Edizioni Tebaldini
Edizioni Tebaldini è una casa editrice italiana fondata da Francesco Tebaldini e attiva a Brescia tra il 1600 e il 1630.

## Storia
Francesco Tebaldini, libraio-editore originario della Bassa Bresciana, nel 1600 avvia nella città di Brescia la sua impresa editoriale, la più interessante realtà tra gli editori minori bresciani. Francesco inizia l’attività dal nulla, non avendo alle spalle una famiglia inserita nel mondo editoriale e l’attività sarà limitata al primo trentennio del ‘600. Alla sua morte, avvenuta nel 1630 probabilmente a causa del Peste, si contano 84 edizioni Tebaldini: non un numero alto, circa il 7% di tutti i titoli andati in stampa a Brescia nel ‘600, ma compensato dall’attività commerciale. Sembra infatti che la libreria fosse inserita in maniera proficua nel mercato locale, grazie ad un’offerta varia e di buona qualità.
Tebaldini, così come la maggior parte delle famiglie che lavoravano nell’editoria, aveva la sua bottega in contrada Sant’Agata e la moglie Caterina Bozzola collaborava col marito alla gestione della libreria. Questa pare essere l’attività principale della famiglia, dato che nei documenti Francesco Tebaldini viene citato spesso con la qualifica di Librarius o Bibliopola, e quindi gli si riconoscesse più l’aspetto commerciale che quello editoriale. Sicuramente doveva essere l’attività più redditizia se, alla morte di Francesco, nonostante lamentassero la scarsa appetibilità dei titoli stoccati in magazzino, Caterina e i figli, eredi dell'azienda, abbandonarono il lavoro editoriale proseguendo invece la vendita di libri.
All’interno del mondo della stampa bresciana, i legami tra le famiglie erano forti. La stessa Caterina era probabilmente sorella di Giovanni Battista Bozzola, editore e libraio attivo anche lui nel primo trentennio del ‘600 e discendente di una famiglia con una tradizione piuttosto lunga nell’editoria.
Un legame di parentela importante da sottolineare perché alcune ricerche hanno ipotizzato che alla morte di Francesco Tebaldini l’attività fosse stata ceduta proprio alla famiglia Bozzola. Ma è un’ipotesi che non trova conferma nei documenti d’archivio, data l’esistenza di un inventario della libreria, datato 1641, in cui Caterina e i figli risultano ancora i proprietari, a più di 10 anni dalla scomparsa di Francesco.

### L'associazionismo in contrada Sant'Agata
I primi decenni del ‘600 sono l’ultimo momento di grande attività della lunga tradizione tipografica bresciana. I magazzini delle librerie conservano una grande disponibilità di volumi e di titoli e la presenza di molte edizioni a carattere religioso, in latino, spesso incentivate dalla Controriforma, porta a pensare che la piazza bresciana avesse collegamenti di smercio che andavano oltre gli antichi stati dell’Italia preunitaria. Un fervido movimento fermato bruscamente nel 1630 dalla Peste che colpì Brescia e tutto il nord Italia e che decretò la crisi del settore.
A Brescia gran parte delle attività editoriali e di commercio del libro avvenivano in contrada Sant'Agata. Non esisteva una corporazione che riuniva le maestranze del settore, spesso però gli addetti ai lavori creavano associazioni a scopo editoriale e commerciale: gli stampatori dividevano così le spese e l'eventuale costo di un fallimento. Il caso più celebre è la "Compagnia Bresciana" che, in 10 anni di attività, portò alla stampa una quarantina di edizioni, soprattutto nel periodo tra 1601 e il 1605. Terminata l'esperienza, venne immediatamente ripetuta, allargando il numero degli aderenti, con la creazione della Nuova Compagnia Bresciana, che vede al suo interno anche l'azienda del Tebaldini.

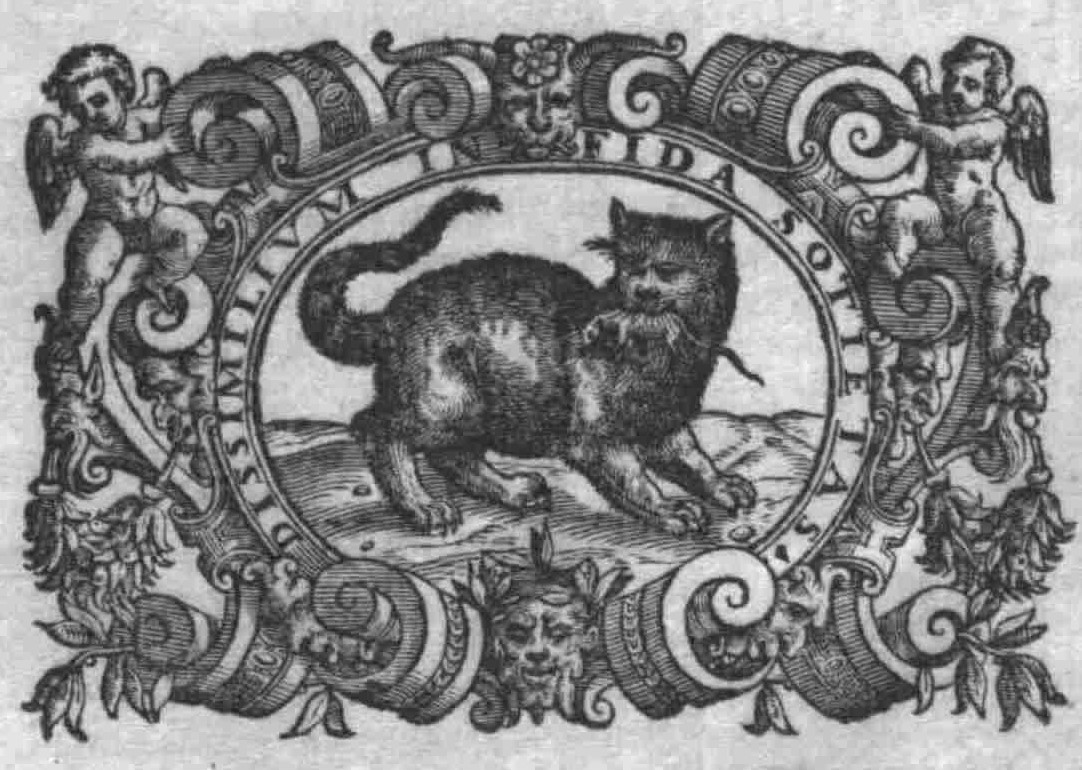
Marca tipografica utilizzata per le Edizioni Tebaldini (probabilmente ripresa dagli editori veneziani Sessa)

Le edizioni Tebaldini avevano una propria marca tipografica, la gatta col topo in bocca (probabilmente ripresa dagli editori veneziani Sessa), con il motto "Infidas Societas dissimilium", ma l'editore non stampava materialmente le proprie opere, appoggiandosi al lavoro di alcuni tipografi. I libri stampati da Tebaldini all’interno dell’associazione cambiano marca tipografica: una panoramica della città di Brescia, rappresentata nei suoi tratti essenziali, con il motto “Fide, Ferro et Opibus Florens”, a sottolineare le principali caratteristiche della città. Della Nuova Compagnia Bresciana si conoscono solo due edizioni con questa marca e la sottoscrizione “Apud Novam Societatem Brixiensem”. Per la maggior parte dei titoli, invece, i libri sono stampati da ogni singolo editore come fossero diverse emissioni della stessa edizione: differente frontespizio, ma stessa composizione tipografica e struttura bibliologica. I libri del Tebaldini sotto la marca della Compagnia, presentano la sottoscrizione “Appresso Francesco Tebaldino”.

### L'inventario del 1641
L’inventario della bottega fu redatto nel 1641 e il documento è intestato a Caterina Bozzola e ai figli, gli eredi dell’attività. Avvenuto a 10 anni dalla scomparsa del titolare, il documento non è un inventario post mortem, bensì è da ascrivere alle scritture patrimoniali. In questo caso la redazione dell’inventario ha un duplice valore. In primo luogo smentisce la cessione dell’azienda alla famiglia Bozzola, come ipotizzato da alcune ricerche, dando una testimonianza della mantenuta attività commerciale; mentre l’assenza di nuove edizioni pubblicate dopo il 1630, fa invece presupporre l’abbandono dell’attività tipografica a quella data.
In secondo luogo, seppur la redazione dell’inventario sia stata considerata poco accurata, con la sola annotazione del titolo, dell’autore e del numero di esemplari per ogni edizione, senza tener conto del valore commerciale di ogni esemplare, è un’importante testimonianza del posseduto e del tipo di organizzazione data alla bottega.
La libreria si appoggiava a due magazzini. Ricerche ipotizzano che il magazzino situato in Sant’Agata conservasse le edizioni sottoscritte da Tebaldini e all’interno l’inventario conta 71 diverse edizioni in un numero elevato di esemplari, spesso più di 50 copie per ogni edizione. Il secondo magazzino al momento dell’inventario presenta poche copie per ogni edizione, particolare che porta ad ipotizzare si trattasse di un magazzino di supporto alla libreria. In quest’ultima sono conservate la maggior parte dei titoli, se ne contano 1.148, spesso con un solo esemplare per ogni edizione. Complessivamente l’inventario conta 1.477 titoli per un totale di circa 14.000 volumi. I titoli evidenziano un orientamento della libreria verso il Cinquecento e l’attualità; sono ben rappresentati anche i classici latini e la storia, probabilmente libri rivolti all’ambiente accademico padovano, e soprattutto i titoli religiosi, in particolare la manualistica per i sacerdoti, ambito che garantiva ai librai bresciani una buona fonte di guadagno.